# Campionati mondiali di tiro 1909
I campionati mondiali di tiro 1909 furono la tredicesima edizione dei campionati mondiali di questa disciplina e si disputarono ad Amburgo. Questa edizione fu organizzata dall'ISSF. La nazione più medagliata fu la Svizzera.

## Risultati

### Uomini

#### Carabina
| Evento                     | Oro                                                                                          | Oro       | Argento                                                                      | Argento   | Bronzo                                                                                     | Bronzo    |
| Evento                     | Atleta                                                                                       | Risultato | Atleta                                                                       | Risultato | Atleta                                                                                     | Risultato |
| 300m 3 posizioni           | Konrad Stäheli                                                                               | 1009      | Achille Paroche                                                              | 987       | Paul Van Asbroek                                                                           | 987       |
| 300m a terra               | Konrad Stäheli                                                                               | 348       | Achille Paroche                                                              | 347       | Attilio Conti                                                                              | 347       |
| 300m in ginocchio          | Caspar Widmer                                                                                | 351       | Konrad Stäheli                                                               | 349       | Attilio Conti                                                                              | 348       |
| 300m in piedi              | Emil Pachmayer                                                                               | 334       | André Parmentier                                                             | 329       | Marcel Meyer de Stadelhofen                                                                | 326       |
| 300m 3 posizioni a squadre | Svizzera Louis Richardet Jean Reich Marcel Meyer de Stadelhofen Konrad Stäheli Caspar Widmer | 4840      | Francia Husson Albert Courquin Achille Paroche Léon Johnson André Parmentier | 4838      | Belgio Paul van Asbroeck Joseph Geens de Ribaucourt Charles Cheirlinckx Henri Sauveur Fils | 4748      |

#### Pistola
| Evento        | Oro                                                                                  | Oro       | Argento                                                                     | Argento   | Bronzo                                                                     | Bronzo    |
| Evento        | Atleta                                                                               | Risultato | Atleta                                                                      | Risultato | Atleta                                                                     | Risultato |
| 50m           | Paul Van Asbroek                                                                     | 518       | Eduard Schmeisser                                                           | 512       | Konrad Stäheli                                                             | 510       |
| 50m a squadre | Germania Gerhard Bock Richard Fischer Eduard Ehricht Eduard Schmeisser Joachim Vogel | 2509      | Svizzera Mathias Brunner Karl Hess Karl Roderer Konrad Stäheli Eugen Wanner | 2450      | Francia André Barbillat Maurice Faure André Regaud Léon Moreaux Raphaël Py | 2388      |

## Medagliere
Nazione ospitante
| Posiz. | Nazione  | Oro | Argento | Bronzo | Totale |
| ------ | -------- | --- | ------- | ------ | ------ |
| 1      | Svizzera | 4   | 2       | 2      | 8      |
| 2      | Germania | 2   | 1       | 0      | 3      |
| 3      | Belgio   | 1   | 0       | 2      | 3      |
| 4      | Francia  | 0   | 4       | 1      | 5      |
| 5      | Italia   | 0   | 0       | 2      | 2      |